# Красная Горка (деревня, Шенкурский район)
Красная Горка — деревня в Шенкурском районе Архангельской области. Входит в состав муниципального образования «Шеговарское».

## География
Деревня расположена в южной части Архангельской области, в таёжной зоне, в пределах северной части Русской равнины, в 43 километрах на север от города Шенкурска, на левом берегу реки Вага. Ближайшие населённые пункты: на западе село Шеговары, на севере деревня Павловская

### Часовой пояс
Красная Горка, как и вся Архангельская область, находится в часовой зоне МСК (московское время). Смещение применяемого времени относительно UTC составляет +3:00.

## Население
| 2002 | 2010 | 2012 |
| ---- | ---- | ---- |
| 165  | ↘98  | ↗142 |

## Инфраструктура
Личное подсобное хозяйство.